# Роз'їзд 18 (Казахстан)
Роз'їзд 18 (каз. рзд.18) — станційне селище у складі Аягозького району Абайської області Казахстану. Входить до складу Майлінського сільського округу.
Населення — 13 осіб (2021; 61 у 2009, 64 у 1999,  у 1989).
У радянські часи селище мало також назву Єнрекей.